# Elliot Lawrence

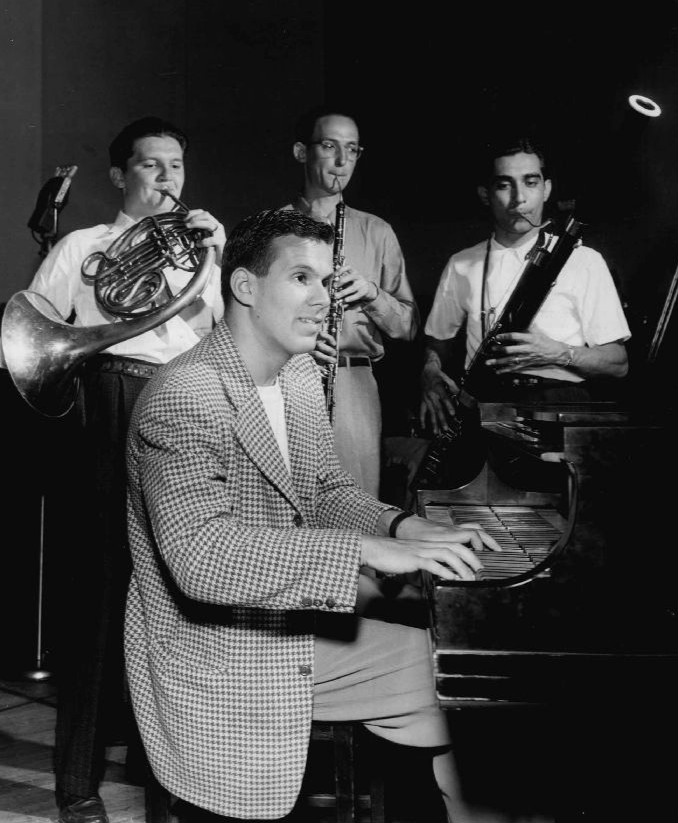
Elliot Lawrence met leden van zijn groep, in 1946

Elliot Lawrence Broza (Philadelphia, 14 februari 1925 – New York, 2 juli 2021) was een Amerikaanse pianist, componist, bigband-leider en dirigent. Hij speelde met zijn orkest in de swing, later richtte hij zich op het componeren, arrangeren en dirigeren voor onder andere de televisie.

## Beginjaren
Lawrence, de zoon van radiopionier Stan Lee Broza, speelde piano vanaf zijn derde levensjaar en toen hij vier was had hij zijn eerste optreden toen hij een orkest leidde in het radioprogramma Children's Hour, waarvan zijn vader de bedenker en presentator was. Lawrence, die als kind genas van polio, richtte zijn eerste groep op toen hij twaalf was, The Band Busters, waarmee hij in het weekend wel optrad.

## Eigen orkest
Tijdens zijn studietijd aan de University of Pennsylvania had hij een bigband, het Elliot Braza Orchestra, dat op studentenfeesten in Pennsylvania speelde. In 1944 studeerde hij af als klassiek dirigent en een jaar later werd hij leider van de huisband van radiostation WCAU. Het orkest heette Elliot Lawrence Orchestra (dit om zich los te maken van zijn familienaam) en speelde vanaf januari 1945 wekelijks een half uur in het programma "Listen to Lawrence". De bandleider speelde swing, maar gebruikte in zijn muziek ook klassieke instrumenten als de hobo. Na een enthousiaste recensie in het blad 'Metronome' werd zijn muziek ook nationaal uitgezonden. De arrangementen voor de radioband kwamen onder andere van een jonge Gerry Mulligan, die korte tijd voor Lawrence werkte. In de jaren erna ging Lawrence met zijn orkest rondreizen en spelen op onder meer campussen. De groep was populair bij studenten: in polls van het blad Billboard kwam het orkest in de jaren 1947-1949 steeds naar voren als de campus choice als het ging om het 'meest veelbelovende nieuwe orkest'. Dit ondanks het feit dat zijn muziek in die tijd steeds zoeter en commerciëler werd. Eind jaren veertig ging Lawrence met zijn orkest ook platen opnemen, voor labels als Decca, Columbia Records en RCA. Tot het eind van de jaren vijftig bracht hij een flink aantal albums uit.

## Televisie, film en toneel
In 1960 liet Lawrence de jazz achter zich om zich te concentreren op het componeren en arrangeren voor televisie, film en toneel. In 1962 won hij een Tony Award voor de tweede show waarboor hij werkte, "How to Succeed in Business Without Really Trying". Een en ander leidde tot een lange loopbaan als muzikaal leider en dirigent op Broadway en op televisie. Lawrence werd in de jaren erna ingezet bij allerlei grote televisie-gebeurtenissen en specials. Zo was hij van 1964 tot 2011 de muzikaal leider en dirigent bij de jaarlijkse uitreiking van de Tony Awards. Als muzikaal leider heeft hij negen keer een Emmy Award gewonnen.
Hij overleed op 96-jarige leeftijd in een ziekenhuis in de stad New York.

## Discografie
- Gigolette, 1948 of 1949
- College Prom, Decca, 1950
- Moonlight on the Campus, Decca, 1951
- Elliot Lawrence Band Plays Gerry Mulligan Arrangements, Fantasy Records, 1955 ('album-pick' Allmusic.com)
- Music of Elliot Lawrence, 1956
- Elliot Lawrence Plays Tiny Kahn, Fantasy, 1956
- Dream, Fantasy, 1956
- Swinging at the Steel Pier, Fantasy, 1956
- Elliot Lawrence and Johnny Mandel Arrangements, 1956
- Elliot Lawrence Plays for Swinging Dancers, 1957
- Dream On...Dance On, 1957
- Jazz Goes Broadway, VIK, 1957
- Big Band Modern, Jazztone, 1958
- Big Band Sound, 1959 (Fresh Sound Records, 2004)
- Jump Steady, Sesac, 1960
- Matinee at Meadow Brook, Collector's Choice Music, 2004

- Bibliothèque nationale de France: cb138964173 (data)
- Gemeinsame Normdatei: 119001020
- International Standard Name Identifier: 0000 0001 0775 1454
- Library of Congress Control Number: n83196090
- Nationale Bibliotheek van Letland: 000171369
- MusicBrainz: 3b41b26a-ed77-4031-91ba-b5bedf45902c
- Nationale Bibliotheek van Tsjechië: ola2002153736
- Nationale Bibliotheek van Israël: 987007351530505171
- Nederlandse Thesaurus van Auteursnamen: 073412457
- Réseau des bibliothèques de Suisse occidentale: 02-A003501791
- Istituto Centrale per il Catalogo Unico: UBOV978300
- SNAC: w6h50j7z
- Système universitaire de documentation: 080476937
- Virtual International Authority File: 119521045
- WorldCat: E39PBJycQW8KBDm3pqwF3ycwYP